# (5595) Roth
(5595) Roth es un asteroide perteneciente al cinturón de asteroides descubierto el 5 de agosto de 1991 por Henry E. Holt desde el Observatorio del Monte Palomar, Estados Unidos.

## Designación y nombre
Designado provisionalmente como 1991 PJ. Fue nombrado Roth en honor a Mary L. Roth, asistente ejecutiva del comité organizador de la reunión "Asteroides, cometas, meteoros" celebrada en la Universidad de Cornell en julio de 1999. Contribuyó diligentemente al esfuerzo espacial de Cornell para los últimos 25 años, abarcando misiones como Viking, Voyager, Galileo, NEAR y CONTOUR.

## Características orbitales
Roth está situado a una distancia media del Sol de 2,724 ua, pudiendo alejarse hasta 3,169 ua y acercarse hasta 2,279 ua. Su excentricidad es 0,163 y la inclinación orbital 9,825 grados. Emplea 1642,69 días en completar una órbita alrededor del Sol.

## Características físicas
La magnitud absoluta de Roth es 12,5. Tiene 9,828 km de diámetro y su albedo se estima en 0,201. Está asignado al tipo espectral S según la clasificación SMASSII.